# Falete
Falete, mit bürgerlichem Namen Rafael Ojeda (* 1978 in Sevilla), ist ein spanischer Sänger und Interpret der Copla andaluza und des Flamenco. Sein Vater Rafael, genannt Falín (1959–2008) war Gründungsmitglied der Cantores de Híspalis, einer der erfolgreichsten Sevillanas-Gruppen in der Geschichte dieses Genres.
Nachdem Falete bereits an Aufnahmen der Gruppe seines Vaters mitgewirkt hatte, debütierte er im Alter von 17 Jahren als Sänger im Ensemble der Flamencotänzerin La Chunga im Teatro Lope de Vega in Sevilla. Einer seiner wichtigsten Förderer wurde der Journalist und TV-Moderator Jesús Rodríguez Quintero (1940–2022), der auch Produzent des Gitarristen Paco de Lucía und der Sängerin Soledad Bravo war, und der Falete durch TV-Auftritte einem breiteren Publikum bekannt machte. Seit Mitte der 1990er Jahre ist Falete an nationalen und internationalen Produktionen beteiligt, die ihn bis nach Amerika und Japan führten. Falete interpretiert u. a. Lieder von Bambino, Rocío Jurado, Chavela Vargas oder Paco Ibáñez.
Falete, der durch sein betont feminines und an die großen Diven des Canción española erinnerndes Auftreten, seine offen bekundete Homosexualität und sein Übergewicht immer auch Anfeindungen ausgesetzt war, ist durch seinen offensiven Umgang mit Vorurteilen und seine Präsenz in den Medien zu einer der Ikonen der spanischen LGBT-Bewegung geworden.

## Diskografie

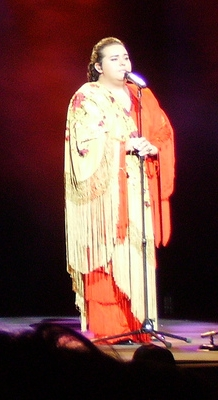
Falete im Teatro Arriaga in Bilbao, Dezember 2007.

Alben

| Jahr | Titel                    | Höchstplatzierung, Gesamtwochen, AuszeichnungChartsChartplatzierungen (Jahr, Titel, Platzierungen, Wochen, Auszeichnungen, Anmerkungen) | Anmerkungen |
| Jahr | Titel                    | ES | Anmerkungen |
| ---- | ------------------------ | --- | ----------- |
| 2005 | Amar duele               | ES16 (39 Wo.)ES |             |
| 2006 | Puta mentira             | ES11 (10 Wo.)ES |             |
| 2007 | Coplas que nos han matao | ES22 (6 Wo.)ES |             |
| 2008 | Quien te crees tú        | ES41 (4 Wo.)ES |             |
| 2012 | Sin censura              | ES22 (6 Wo.)ES |             |